# Friede von Utrecht

Europa im Jahre 1713 nach den Friedensverträgen von Rastatt und Utrecht mit den wesentlichen territorialen Änderungen:

Der Friede von Utrecht (oder, üblicher, Frieden von Utrecht) umfasst mehrere zum Ende des Spanischen Erbfolgekriegs im niederländischen Utrecht geschlossene Friedensverträge, die Schlussakte wurde am 11. April 1713 unterzeichnet und beendete den Krieg zwischen den Königreichen von Großbritannien und Frankreich.

## Verlauf
Der römisch-deutsche Kaiser Joseph I. aus dem Haus Habsburg starb überraschend am 17. April 1711, ohne einen männlichen Erben hinterlassen zu haben. Sein Bruder, nominierter Prätendent für die spanische Krone, wurde als Karl VI. neuer Kaiser. Die Seemächte (England, Frankreich) fürchteten, das Haus Habsburg könne durch die Vereinigung mit Spanien zu mächtig werden. Deshalb begann Großbritannien mit König Ludwig XIV. von Frankreich Verhandlungen für einen Separatfrieden. Am 8. Oktober 1711 wurden die Präliminarien zu London eingeleitet und trotz aller Gegenbemühungen des Kaisers am 29. Januar 1712 ein Friedenskongress in Utrecht eröffnet. Als Vertreter Großbritanniens fungierten der Bischof John Robinson von Bristol und Lord Strafford. Bei den Verhandlungen war der Rechtsgelehrte Johann Jacob Vitriarius der maßgebende Protokollführer.
Mit der Unterzeichnung der Schlussakte des Friedens von Utrecht am 11. April 1713 wurde Großbritanniens Beteiligung am Spanischen Erbfolgekrieg offiziell beendet. 
Karl VI. erkannte die Einigung jedoch wegen weitergehender Ansprüche zunächst nicht an. Nach einer kurzzeitigen Wiederaufnahme des Kriegs durch Frankreich musste er 1714 aber die Vereinbarungen mit dem Frieden von Rastatt und dem Frieden von Baden für das Haus Österreich und das Heilige Römische Reich im Wesentlichen bestätigen. Das Heilige Römische Reich und Portugal schlossen mit Spanien erst später Friedensverträge ab.

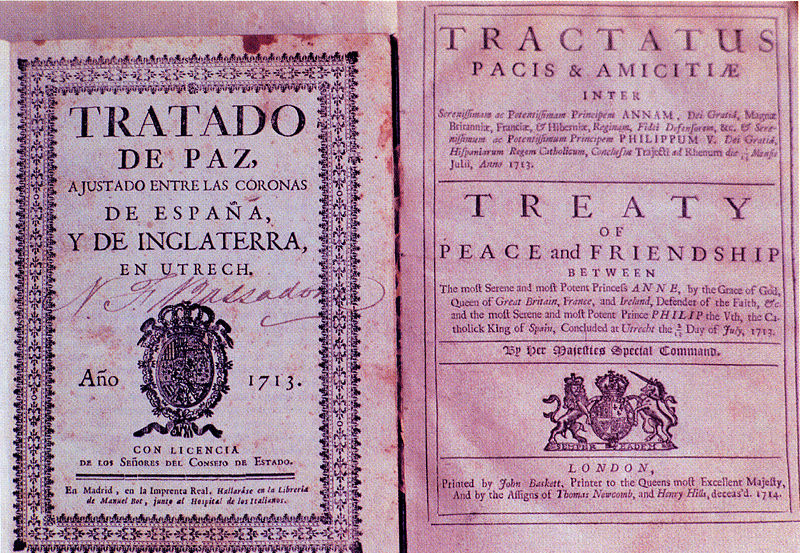
Erste gedruckte Ausgaben des Utrechter Vertrags: Spanisches Exemplar (1713) und eine lateinisch-englische Version (1714).

## Vereinbarungen
Philipp V. von Anjou, Enkel von Ludwig XIV. von Frankreich, dessen Krönung als spanischer König aus dem Haus Bourbon den Krieg ausgelöst hatte, da die Gefahr einer übermächtigen Verbindung von Frankreich und Spanien bestand, wurde nun anerkannt. Im Gegenzug verpflichteten sich Spanien und Frankreich, dass beide Länder niemals in einer bourbonischen Personalunion vereint würden. König Philipp verzichtete für sich und seine Nachkommen auf jeden Anspruch an der Krone Frankreichs, Ludwig XIV. tat Selbiges für die französischen Bourbonen gegenüber Spanien. Prekär an dieser Regelung blieb jedoch, dass das salische Erbrecht der französischen Könige kein vertragliches oder gesetzliches Ausschließen von der Thronfolge zuließ.
Der Weg zu dieser Regelung war dadurch frei geworden, dass Philipps Gegenkandidat Karl von Habsburg mittlerweile durch den überraschenden kinderlosen Tod seines Bruders selbst Herrscher der österreichischen Erbländer und römisch-deutscher Kaiser geworden war, so dass die übrigen europäischen Mächte Philipp nun als das deutlich kleinere Übel betrachteten. Außerdem erkannte Frankreich nun die Thronfolge in Großbritannien an.
Die Besitzungen Spaniens wurden zerteilt. Das Hauptland und die Kolonien blieben bei Philipp. Die sogenannten Nebenlande gingen überwiegend an das Haus Österreich. Dies betraf die Spanischen Niederlande, das Königreich Neapel und das Königreich Sardinien, sowie das Herzogtum Mailand. Das Königreich Sizilien ging an Savoyen. Großbritannien erhielt Gibraltar und Menorca, außerdem das Monopol für den Sklavenhandel mit den spanischen Kolonien in Amerika (Asiento de negros). Die Niederlande konnten sich zur Sicherung gegen weitere französische Angriffe lediglich eine Reihe von Festungen in den spanischen Niederlanden sichern (Barrièrefestungen). Sie erhielten außerdem Handelsrechte in den spanischen Kolonien. Schließlich kam das sogenannte Oberquartier des Herzogtums Geldern, das loyal zu Spanien geblieben war und sich deshalb abgespalten hatte, zu Preußen. Ein kleiner Teil Gelderns blieb als Österreichisch Geldern Teil der Österreichischen Niederlande.
Frankreich musste in Neufrankreich die Insel Neufundland, Neuschottland und Neubraunschweig und ein Gebiet um die Hudson Bay an Großbritannien abtreten, Neubraunschweig blieb dabei unter französischer Verwaltung. Darüber hinaus erhielt Frankreich die kleine Grafschaft Barcelonnette von Savoyen und das Fürstentum Orange vom Haus Oranien-Nassau. Dass Frankreich nur diese geringen Zugeständnisse machen musste, verdankte es nicht nur einem Regierungswechsel in Großbritannien, sondern auch seinem Standhalten in den letzten Kriegsjahren und seiner geschickten Diplomatie während der Friedensverhandlungen.

## Ergebnis

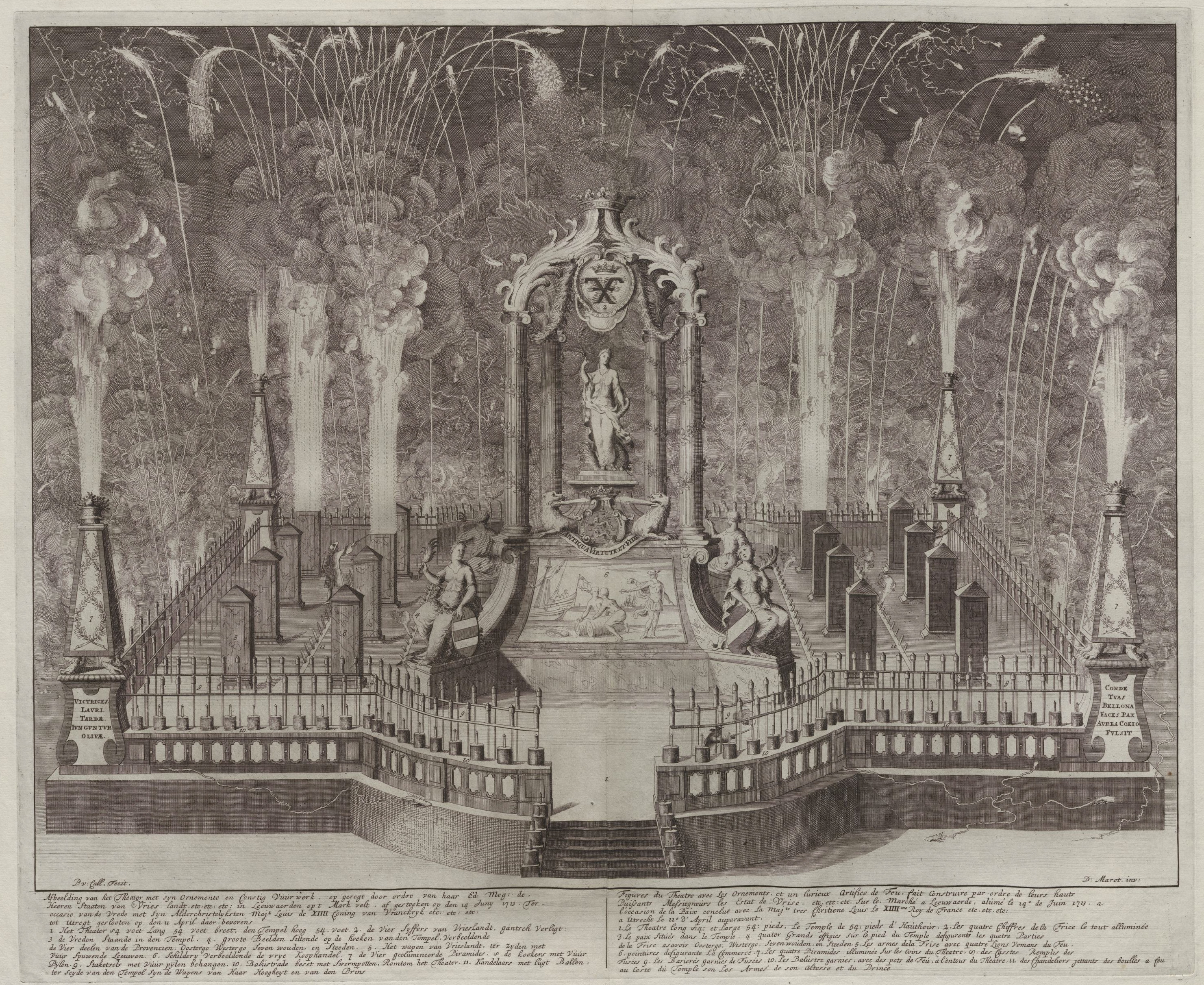
Feuerwerk in Leeuwarden aus Anlass des Friedens von Utrecht, 24. Juni 1713

Der kontinuierliche Abstieg Spaniens, der mit der Loslösung der nördlichen Niederlande und der Vernichtung der Großen Armada begann, zunächst von der Position der beherrschenden Seemacht, dann mit dem Pyrenäenfrieden auch aus der Riege der europäischen Großmächte, erreichte mit diesem weiteren Verlustfrieden seinen vorläufigen Tiefpunkt und Abschluss.
Frankreichs aggressive Expansion wurde gestoppt, den Hegemoniebestrebungen Ludwigs XIV. in Europa wurde ein Ende gesetzt; der französische König konnte dennoch mit den Bestimmungen zufrieden sein. Die spanische Krone verblieb in bourbonischem Besitz, womit die Gefahr einer habsburgischen Umklammerung Frankreichs endgültig beseitigt war.
Das Haus Österreich vergrößerte seinen Besitz, der aber weit verteilt blieb. Dennoch war das Habsburgerreich nach den Friedensverträgen von Rijswijk und Utrecht zur Großmacht im europäischen Ensemble aufgestiegen.
Am stärksten profitierte Großbritannien vom Frieden von Utrecht. Es hatte erstmals den neuen Gedanken des Gleichgewichts ins Spiel gebracht und es gewann strategisch wichtige Flottenstützpunkte im Mittelmeer. Seine Position als Großmacht zur See konnte es damit ausbauen. Die Vergrößerungen seiner Besitzungen in Nordamerika legten die Grundlage für Britisch-Nordamerika. Dies bildete die Basis für den späteren Erfolg im Frieden von Paris. Für die Siegesfeierlichkeiten in London komponierte Georg Friedrich Händel sein Utrechter Te Deum, das am 13. Juli 1713 in der St Paul’s Cathedral in London seine Erstaufführung erfuhr.
Der Frieden von Utrecht wird allgemein als der erste Ansatzpunkt für das spätere Mächtegleichgewicht gesehen, in dessen Folge sich bis zum Ende des 18. Jahrhunderts und dem Anfang des 19. Jahrhunderts allmählich eine Pentarchie entwickeln sollte.